# Palpelius vitiensis
Palpelius vitiensis là một loài nhện trong họ Salticidae.
Loài này thuộc chi Palpelius. Palpelius vitiensis được Patoleta miêu tả năm 2008.